# Ревда (Тюменская область)
Ревда (сибирскотат. 
Рәүде) — село в Ялуторовском районе Тюменской области, центр Ревдинского сельского поселения. Населяют сибирские татары. Основной промысел — скотоводство, рыбалка, лесорубство. Село находится недалеко от реки Тобол, на берегу старицы Ревда. До районного центра — 40 км. Высота над уровнем моря — 47 м.

## Население
| 2010 | 2014 |
| ---- | ---- |
| 191  | ↗235 |